# Liza Cody
Liza Cody, född 1944, är en brittisk kriminalromanförfattarpseudonym för Liza Nassim. Hon studerade målning i London och har arbetat som målare, fotograf och grafisk formgivare.
Hon har skrivit två olika serier, en med privatdetektiven Anna Lee som huvudperson och en med brottaren Eva Wylie. En teveserie Anna Lee gjordes på grundval av Codys böcker. Enligt ryktet var författaren inte nöjd med filmatiseringen av böckerna. Eftersom hon sålt filmrättigheterna till alla, även kommande, böcker med Anna Lee, slutade hon därför att skriva böcker om Anna Lee.

## Priser och utmärkelser
- The New Blood dagger 1980 för Dupe
- The Silver Dagger 1992 för Bucket nut (Skamgrepp, 1994)